# 特里翁法莱
特里翁法莱 （Trionfale，義大利語發音：[tri.oɱˈfaːle] ) 是意大利罗马的第 14新城分区（''quartieri''），由首字母Q. XIV标识。

## 名胜
- 特里翁法莱圣若瑟圣殿
- 圣庇护十世堂, 巴尔杜纳广场